# Monocercomonoides
Monocercomonoides è un genere di protisti appartenente all'ordine Oxymonadida. 
Nel 2016 è stato caratterizzato come il primo esempio di organismo eucariotico sprovvisto di mitocondri. Il metabolismo di Monocercomonoides è garantito tramite un meccanismo di origine batterica che mobilizza lo zolfo citosolico.